# Frans Alfons Dirickx
Frans Alfons Dirickx (Malderen, België, 4 juli 1900 - Mechelen, België 21 januari 1948) was een Vlaams sportjournalist, toneelschrijver en radiopresentator.
Dirickx was een van de pioniers van het N.I.R.. Hij versloeg vooral sportnieuws. Naast deze radio-activiteiten schreef hij ook toneelstukken, dikwijls onder een pseudoniem, waaronder Jan de Cat, Frank de Clauw of Jan Hoogeveen.
In juni 2011 werden er tijdens het digitaliseren van een geluidsband uit het VRT-archief enkele interviews gevonden, afgenomen door Frans Dirickx. Het ging om gesprekken met leden van de Belgische ploeg in de Ronde van Frankrijk uit 1935: Louis Hardiquest, Antoon Dignef en François Neuville.
- Digitale Bibliotheek voor de Nederlandse Letteren: diri006
- International Standard Name Identifier: 0000 0003 9297 5667
- Nederlandse Thesaurus van Auteursnamen: 093769784
- Virtual International Authority File: 287123247
- WorldCat: E39PBJyt3YwGH9XYmyGgpKR9Xd